# Marie Lamure
Marie Lamure (Chambéry, 14 luglio 2001) è una sciatrice alpina francese.

## Biografia
Attiva in gare FIS dal dicembre del 2017, in Coppa Europa la Lamure ha esordito il 17 febbraio 2018 a Bad Wiessee in slalom speciale (39ª) e ha colto la prima vittoria, nonché primo podio, il 1º febbraio 2019 a Tignes in slalom parallelo. Ha debuttato in Coppa del Mondo il 29 dicembre 2019 a Lienz in slalom speciale, senza completare la prova; ai Mondiali juniores di Panorama 2022 ha vinto la medaglia d'oro nella combinata. Ha conquistato i primi punti nel massimo circuito il 20 novembre 2022, chiudendo al 20º posto lo slalom speciale di Levi; ai Mondiali di Courchevel/Méribel 2023, sua prima presenza iridata, si è classificata 16ª nello slalom speciale e 4ª nel parallelo e a quelli di Saalbach-Hinterglemm 2025 si è piazzata 12ª nello slalom speciale, 13ª nella combinata a squadre e 8ª nella gara a squadre. Non ha preso parte a rassegne olimpiche.

## Palmarès

### Mondiali juniores
- 2 medaglie:
  - 2 ori (gara a squadre a Val di Fassa 2019; combinata a Panorama 2022)

### Coppa del Mondo
- Miglior piazzamento in classifica generale: 58ª nel 2025

### Coppa Europa
- Miglior piazzamento in classifica generale: 17ª nel 2024
- 6 podi:
  - 4 vittorie
  - 2 terzi posti

#### Coppa Europa - vittorie
| Data             | Località | Paese     | Specialità |
| ---------------- | -------- | --------- | ---------- |
| 1º febbraio 2019 | Tignes   | Francia   | PR         |
| 7 marzo 2023     | Suomu    | Finlandia | SL         |
| 8 marzo 2023     | Suomu    | Finlandia | SL         |
| 14 marzo 2023    | Narvik   | Norvegia  | SL         |

Legenda:

SL = slalom speciale

PR = slalom parallelo

### Campionati francesi
- 2 medaglie:
  - 1 oro (slalom speciale nel 2024)
  - 1 argento (slalom speciale nel 2022)